# Betty MacDonald
Betty MacDonald, född 26 mars 1907 i Boulder, Colorado, död 7 februari 1958 i Seattle, var en amerikansk författare. Betty MacDonald skrev mest humoristiska självbiografiska sagor. Hon har bland annat skrivit böckerna om Tant Mittiprick.

## Biografi
MacDonald växte upp och fick sin utbildning i Seattle där hon tog examen vid Roosevelt High School 1924. Hon gifte sig 1927, men äktenskapet slutade med skilsmässa 1931 och hon arbetade därefter med en rad olika jobb för att försörja sina döttrar. Hon tillbringade också nio månader 1937-38 på ett sanatorium nära Seattle för behandling av tuberkulos.
År 1942 gifte hon sig åter och paret flyttade till Carmel Valley i Kalifornien där hon skrev de flesta av sina böcker. Hon blev snabbt framgångsrik när hennes första bok publicerades 1945. Den översattes till 20 språk. Boken har också legat till grund för film och TV-serier.
MacDonald skrev också tre halvsjälvbiografiska böcker och barnböcker.